# Quan điểm Hồi giáo về Giêsu
Trong đạo Hồi ,'Īsā ibn Maryam (tiếng Ả Rập: عِيسَى ٱبْنُ مَرْيَمَ 'Giêsu, con trai của Maria '), hay Giêsu, là nhà tiên tri và sứ giả áp chót của Đức Chúa Trời (Allah) và là Đấng Cứu Thế, người được cử đến để hướng dẫn Những đứa con của Israel với một mặc khải mới: Injīl (tiếng Ả Rập có nghĩa là " phúc âm ").
Giống như trong Tân Ước của Cơ đốc giáo, Kinh Qur'an (văn bản tôn giáo trung tâm của đạo Hồi) mô tả Giêsu là Messiah (al-Masih trong tiếng Ả Rập), được sinh ra từ một trinh nữ, làm các phép lạ, đi cùng với các môn đồ, bị người Do Thái từ chối, và được đưa lên trời. Nhưng Kinh Qur'an khác với Tân Ước ở chỗ phủ nhận Giêsu bị đóng đinh hoặc chết trên thập tự giá, và đặc biệt là phủ nhận thần tính của Giêsu như là Đức Chúa Trời nhập thể, hay là Con của Chúa Trời.
Tầm quan trọng của Giêsu trong đạo Hồi được phản ánh khi ông được đề cập trong Kinh Qur'an trong 93 câu với nhiều danh hiệu khác nhau như "Con trai của Mary " và các thuật ngữ quan hệ khác, được đề cập trực tiếp và gián tiếp, hơn 187 lần. Do đó, ông là một trong những người được nhắc đến nhiều nhất trong Kinh Qur'an bằng cách tham khảo; 25 lần theo tên Isa, ngôi thứ ba 48 lần, ngôi thứ nhất 35 lần, và phần còn lại dưới dạng tiêu đề và thuộc tính. 
Kinh Qur'an và hầu hết các hadith (báo cáo chứng thực) đề cập đến việc Giêsu được sinh ra là một "cậu bé thuần khiết" (không có tội lỗi) với Mary (مريم) là kết quả của sự thụ thai đồng trinh, tương tự như sự kiện Truyền tin trong Cơ đốc giáo. Kinh Qur'an phủ nhận Giêsu là một vị thần trong một số câu, bao gồm cả một câu và đề cập rằng Giêsu không tuyên bố bản thân là thần thánh (Q.5: 116). Theo Kinh Qur'an, ông không bị đóng đinh cũng như không sống lại từ cõi chết, mà là được Chúa Trời cứu thoát. (Mặc dù các truyền thống Hồi giáo sớm nhất và các nhà chú giải trích dẫn các báo cáo có phần mâu thuẫn về một cái chết và độ dài của nó, nhưng người Hồi giáo tin rằng Giêsu không chết trên thập tự giá, nhưng vẫn tin rằng ngài đã sống lại để lên thiên đàng). Qua nhiều thế kỷ, các tác giả Hồi giáo đã đề cập đến những phép lạ khác như đuổi quỷ, vay mượn từ một số nguồn tiền Hồi giáo dị giáo, và từ các nguồn kinh điển khi truyền thuyết về Giêsu được mở rộng.
Trong Hồi giáo, Giêsu được cho là tiền thân của nhà tiên tri Hồi giáo Muhammad. Giống như tất cả các nhà tiên tri trong Hồi giáo, Giêsu cũng được gọi là một người theo đạo Hồi, vì ngài đã rao giảng rằng các môn đồ của ngài nên áp dụng " con đường thẳng ". Trong thuyết cánh chung của Hồi giáo, Giêsu sẽ trở lại trong lần tái lâm để chiến đấu với Al-Masih ad-Dajjal hay còn gọi là "Messiah giả hiệu" và thiết lập hòa bình trên Trái đất.